# كهيرداري
كهيرداري (بالفارسية: کهیرداری) هي قرية تقع في منطقة بولان في إيران. يقدر عدد سكانها بـ 183 نسمة بحسب إحصاء 2016.